# Bystropogon schmitzii
Bystropogon schmitzii là một loài thực vật có hoa trong họ Hoa môi. Loài này được Menezes mô tả khoa học đầu tiên năm 1905.